# Zofia Kubacka
Zofia Kubacka (ur. 21 września 1923 w Łokaczach, Wołyń – zm. 22 lutego 1973 we Wrocławiu) – polska artystka, grafik, twórca ekslibrisów, malarka.

## Życiorys
Urodziła się w Łokaczach na Wołyniu. Ojciec, Władysław Andler, był uzdolnionym grafikiem, matka, Genowefa, była nauczycielką przedmiotów humanistycznych. Wykształcenie domowe przerwała jej wojna.
Zofia Andler (Kubacka) w 1946 r. zdała egzamin maturalny i rozpoczęła studia we Wrocławiu. Na Uniwersytecie Wrocławskim studiowała historię. Od 1948 r. Studiowała również w Państwowej Wyższej Szkoły Muzycznej we Wrocławiu, a od 1949 w Państwowej Wyższej Szkole Sztuk Plastycznych we Wrocławiu, którą ukończyła dyplomem w 1954 r.
Po studiach rozpoczęła pracę plenerową oraz organizowała liczne wystawy w kraju i za granicą. Podróżowała do Włoch, Francji, Jugosławii, Bułgarii, Rumunii, Austrii i na Węgry.
Po powrocie podjęła pracę pedagogiczną nauczyciela wychowania estetycznego i rysunku w Liceum Pedagogicznym, Studium Nauczycielskim i Technikum Włókienniczo-Odzieżowym we Wrocławiu.
Była twórczynią 187ekslibrisów wykonywanych w latach 1959–1973 techniką linorytu, akwaforty, Suchej igły, stalorytu, drzeworytu i kwasorytu.

## Wystawy indywidualne
- Wrocław (1962, 1965, 1968, 1973)
- Kamienna Góra (1962)
- Rzym (1965)
- Legnica (1969)
- Jawor (1969)
- Bogatynia (1969)
- Kłodzko (1971)
- BWA Jelenia Góra – "Zofia Kubacka - Grafika" (1980)[3]

## Dzieła
1. Ex libris Marysi Dudzik, X3, 1959, 152 x 100[4]
2. [Józef] Rostkowski, X3, 1959, 55 x 83
3. Ex libris O. Bierwiaczonka, X2, 1959, 70 x 100
4. Ex libris Z. Kubackiej, X2, 1966, 144 x 85
5. Ex libris Z. Kubacka, X3, 1966, 85 x 45
6. Ex libris Wiktora Dziulikowskiego, X3, 1966, 82 x 56
7. Ex libris Dr. [Wiktora Dziulikowskiego], X3, 1966, 130 x 60
8. Ex libris Mons Edmondo Uliński Ex libris, X3, 1966, 140 x 28
9. Ex libris Zofii Bednarskiej. O travail, sainte loi du monde, X3, 1967, 185 x 70
10. Ex libris WW 1967, X2, 1967, 74 x 70
11. Ex libris WW, X3, 1967, 70 x 74
12. H G, X3, 1967, 40 x 82
13. Z płytoteki Dr Wiktor Dziulikowski, X3, 1967, 73 x 132
14. Ex musicis Dr Wiktora Dziulikowskiego, C4, 1967, 51 x 82
15. Ex libris Dr Wiktor Dziulikowski, metaloryt, 1967, 42 x 70
16. Dr Wiktor Dziulikowski Ex musicis, X3, 1967, 44 x 100.
17. Płyty Dr Wiktora Dziulikowskiego, metaloryt, 1967, 97 x 67
18. Dr Wiktor [Dziulikowski] Ex Discotheca, C3, 1967, 98 x 49
19. Z płytoteki Dr Wiktora Dziulikowskiego, X3, 1967, 45 x 92
20. Z płyt Dr [Wiktora Dziulikowskiego], X3, 1967, 100 x 63
21. Ex libris Dr [Wiktora Dziulikowskiego], X3, 1967, 120 x 60
22. Dr W. Dziulikowski płyty, X3, 1967, 115 x 43
23. Dr W. Dziulikowski z płyt, X3, 1967,115 x 43
24. Ex libris Dr Wiktora Dziulikowskiego, metaloryt, 1967, 70 x 103
25. Ex musicis Ex musicis Ex musicis Ex musicis Wiktora Dziulikowskiego, metaloryt, 1967, 49 x 98
26. Ex libris Z.B., metaloryt, 1967, 45 x 45
27. Ex libris Mons Edmondo Uliński, X3, 1967, 46 x 81
28. Ex libris Mons Edmondo Uliński, X3, 1967, 87 x 40
29. Ex libris Ex libris Mons Dottore Edmondo Uliński, X3, 1967, 155 x	115
30. Ex libris Rysiek D. [Dudek], X3, 1967, 120 x 74
31. Pani Kazimierze Dąbrowskiej na pamiątkę spotkania jesienią 1967, metaloryt, 1967, 86 x 50 (owal)
32. Ex libris S. [Sławomir] Hulanicki, C3, 1968, 45 x 85
33. Zofia Bednarska Księgi Teatru. Les chaises E. Ionesco, X3, 1968, 67	x 44
34. BZ, X3, 1968, 63 x 56
35. Pierwsza Wystawa Ekslibrisu Domu Książki, X3, 1968, 112 x 67
36. Pierwsza Wystawa Ekslibrisu Domu Książki, X3, 1968, 90 x 105
37. I w Polsce Wystawa Ekslibrisu Domu Książki. Dom Książki, X3,	1968, 63 x 55
38. I w Polsce Wystawa Ekslibrisu Domu Książki. Dom Książki, X3,	1968, 67 x 54
39. I w Polsce Wystawa Ekslibrisu Domu Książki, X3, 1968, 120 x 67
40. Pierwsza Polska Wystawa Ekslibrisu Domu Książki, X3, 1968, 100 x	66
41. Chrońcie Zabytki Kielecczyzny. Wąchock. Kielce. Chęciny. Ossolin.	Opatów. Szydłów. Krzyż, X3, 1968, 101 x 72
42. Chrońcie Zabytki Kielecczyzny, metaloryt, 1968, 70 x 100
43. Chrońcie Zabytki Kielecczyzny, X3, 1968, 67 x 93
44. Dr W. Dziulikowski. A. Fredro Pan Jowialski, X3, 1968, 74 x 57
45. Ex libris Dr W. Dziulikowski. A. Fredro Pan Jowialski, X3, 1968, 66	x 59
46. Ex libris Dr W. Dziulikowski. Teatr A. Fredro Pan Jowialski, X3,	1968, 77 x 66
47. Ex libris Dr W. Dziulikowskiego. Teatr, X3, 1968, 38 x 66
48. Ex libris dr W. Dziulikowskiego. Groteska renesansowa, metaloryt,	1968, 45 x 82
49. Ex libris W. Dziulikowskiego. Teatr, X3, 1968, 29 x 80
50. Libri Dr Wiktor Dziulikowski, C3, 1968, 70 x 42
51. Ex libris Wiktor Dziulikowski. Dzieła Adam Mickiewicz, C3, 1968, 70	x 48
52. Ex libris Dr Wiktor Dziulikowski, X3, 1968, 53 x 63
53. Ex libris Dr Wiktor Dziulikowski, X3, 1968, 47 x 34
54. Ex libris Wiktora Dziulikowskiego. Dzieła Adama Mickiewicza, C3,	1968, 70 x 50
55. Ex libris własny Zosi Tutti Tutti Ho Amato. P. Klee, X3, 1968, 45 x	90
56. Ex libris Zosi K. [Kubackiej]. L’avare L`Argent (x4), X3, 1968, 32 x	48
57. Z ksiąg Zofia Kubacka. Teatr. Teatr. Teatr, X3, 1968, 100 x 70
58. Ex libris Zosi K. [Kubackiej], X3, 1968, 30 x 47
59. Ex libris Zofii Kubackiej. Z ksiąg. Z ksiąg, C3, 1968, 102 x 70
60. Ex libris Zofii Kubackiej. La vita fugge, X3, 1968, 115 x 45
61. Ex libris dr Zygmunt Kubacki. Teatr, x3, 1968, 68 x 38
62. Ex libris ks. biskup Urban, C3, 1968, 102 x 73
63. Ex libris ks. Urban, C3, 1968, 69 x 54
64. Ex libris Zapomnianego Aktora, X3, 1968, 105 x 65
65. Księgi teatru Z.[Zofia] Bednarska, X3, 1968, 100 x 96
66. XII Congresso Internazionale D`El Exlibris Como 11-14 Luglio 1968, X3, 1968, 90 x 60
67. XII Congresso Internazionale D`El Exlibris Como 11-14 Luglio 1968, X3, 1968, 77 x 120
68. XII Congresso D`El Exlibris Como 11-14 Luglio 1968, X3, 1968, 90 x 60
69. XII Congresso D`El Exlibris Como 11-14 Luglio 1968, X3, 1968, 60 x 90
70. Ex libris Teodora Zawadzkiego, metaloryt, 1968, 60 x 122
71. De Re Coquinaria, X3, 1968, 88 x 58
72. Ex libris Sławomir Hulanicki, metaloryt, 1969, 50 x 70
73. Ex libris dr Sławomira Hulanickiego, C3, 1969, 96 x 55
74. Libri Sławomir Hulanicki, metaloryt, 1969, 70 x 47
75. Prof. dr inż. Bohdan Głowiak, metaloryt, 1969, 56 x 50
76. Prof. dr inż. Bohdan Głowiak, C3, 1969, Ø70
77. Ex libris Prof. dr inż. Bohdan Głowiak, X3, 1969, 110 x 120
78. Ex libris Emilii Platówny Złoty Kogucik M. Rymskiej Korsakow,	metaloryt, 1969, 87 x 55
79. Ze zbioru Feliksa Wagnera. Faust Charles Gounod, C3, 1969, 70 x 102
80. Ze zbioru Feliksa Wagnera. Faust Charles Gounod, C3, 1969, 55 x 87
81. Ze zbiorów Feliksa Wagnera. Ludomir Różycki Pan Twardowski Obraz	„Dachy Krakowa”, C3, 1969, 98 x 145
82. Ex libris W.Dz. [Wiktor Dziulikowski]. Dzieła Adama Mickiewicza,	metaloryt, 1969, 55 x 87
83. Ze zbiorów Wiktora Dziulikowskiego. Dzieła Adama Mickiewicza, C3,	1969, 105 x 73
84. Ex libris ze zbiorów Wiktora Dziulikowskiego. Carmen Georges Bizet,	C3, 1969, 103 x 72
85. Ze zbiorów Wiktora Dziulikowskiego. Państwowa opera we Wrocławiu,	C3, 1969, 105 x 70
86. Libri W.D. Dzieła A.M. [Wiktor Dziulikowski. Dzieła Adama	Mickiewicza], C3, 1969, 71 x 48
87. Ze zbiorów Wiktora Dziulikowskiego. Litwo, Ojczyzno moja…, C3,	1969, 66 x 49
88. Ze zbiorów Wiktora Dziulikowskiego. Złoty kogucik Opera – Baśń	M. Romskij – Korsakow, C3, 1969, 98 x 60
89. Dom Książki. Pierwsza Polska Wystawa Exlibrisów Dom Książki,	X3, 1969, 70 x 60
90. Dom Książki. Pierwsza Wystawa Exlibrisów Dom Książki, C3, 1969,	47 x 70
91. Książki Marysi Dudzik, C3, 1969, 96 x 56
92. Ex libris Marii Dudzik, C3, 1969, 96 x 55
93. Libri Marysi Dudzik, C3, 1969,53 x 53
94. Ex libris Zofia Kubacka maj 1969, X3, 1969, 130 x 103
95. Ex libris Zofia Kubacka maj 1969, cynkoryt, 1969, 112 x 105
96. Ex libris dr Zygmunt Kubacki. Adam Mickiewicz Dzieła, C3, 1969, 35	x 75
97. WK [Wacław Kubacki] Ex libris Roowienniki Litewskich Wiekich	Kniaziów Drzewa, C3, 1969, 71 x 48
98. Ex libris dr Wacław Kubacki, metaloryt, 1969, 73 x 35
99. Ex libris  Wacława Kubackiego. Adam Mickiewicz Dzieła, metaloryt,	1969, 56 x 87
100. Okręgowy Klub Oficerski Wrocław, C3, 1969, 41 x 77
101. Okręgowy Klub Oficerski Wrocław OKO, metaloryt, 1969, 43 x 79
102. Oficerski Klub Wrocław, metaloryt, 1969, 51 x 22
103. Ex libris Klub Oficerski Wrocław, metaloryt, 1969, 42 x 78
104. Ex libris Państwowa Opera we Wrocławiu, C3, 1969, 72 x 102
105. Ex libris Państwowa Opera we Wrocławiu. Ludomir Różycki Pan	Twardowski, C3, 1969, 137 x 87
106. Z ksiąg dr Mariana Smereki, X3, 1969, 58 x 92
107. Ex libris dr Marian Smereka, X3, 1969, 50 x 95
108. Ex libris dr M. Smereka. Wrocław, metaloryt, 1969, 17 x 35
109. ZB [Zofia Bednarska], X3, 1969, 63 x 58
110. Ex libris Z. Kubackiej, X3, 1969, 196 x 107
111. Ex libris Z. Kubackiej, X3, 1969, 120 x 71
112. Ex libris Z. Kubacka, X3, 1969, 150 x 82
113. Pani Kazimierze Dąbrowskiej, metaloryt dwubarwny, 1969, 87 x 55
114. Strona tytułowa do spisu ekslibrisów własnych, X3, 1969, 145 x	95
115. Strona tytułowa do spisu ekslibrisów własnych, X3, 1969, 49 x	105
116. Książki dr Wiktor Dziulikowski, X3, 1970, 110 x 50
117. Ex libris W. [Wiktor] Dziulikowski, X3, 1970, 50 x 173
118. Dr Wiktor Dziulikowski, metaloryt, 1970, 42 x 70
119. Ex libris Dr W. DZ. [Wiktor Dziulikowski], X3, 1970, 95 x 55
120. Ex libris Maria Hoffmanowa, metaloryt, 1970, 56 x 86
121. Książki Maryny H. [Hoffmanowej], metaloryt, 1970, 70 x 49
122. Ex libris E le Cose Presenti…., metaloryt, 1970, 55 x 88
123. Ex libris La Vita Fugge, metaloryt, 1970, 55 x 88
124. Ex libris dr Marian Smereka, Rej. Kochanowski. Kopernik, metaloryt,	1970, Ø700
125. Dr M. Smereka. Ratusz we Wrocławiu, C3, 1970, 55 x 50
126. Ulubione książki dr Marian Smereka, C3, 1970, 97 x 72
127. Ex libris dr M. Smereka. Wrocław 1970, C3, 1970, 49 x 35
128. Ex libris dr M. Smereka. Wrocław 1970, C3, 1970, 70 x 19
129. Ex musicis dr Wiktora Dziulikowskiego, metaloryt, 1970, 60 x 120
130. Ex musicis dr Wiktora Dziulikowskiego, metaloryt, 1970, 60 x 122
131. Ex libris dr Wiktora Dziulikowskiego, X3, 1970, dwa koła na	wspólnej osi o średnicy Ø54 i Ø46
132. Ex libris Zosi, metaloryt, 1970, 93 x 62
133. Dr Marian Smereka. Kronika Kadłubka, X3, 1971, 70 x 90
134. Ex libris R.D., X3, 1971, 129 x 62
135. Ex libris ZK, X3, 1971, 56 x 44
136. Element zdobniczy do teczki Kazimiery Dąbrowskiej, X3, 1971, 105 x 70
137. Na pamiątkę spotkania, metaloryt, 1971, 25 x 40
138. Element zdobniczy do teczki Kazimiery Dąbrowskiej, X3, 1971, 30 x	93
139. Na pamiątkę spotkania, metaloryt, 1971, 24 x 38
140. Kazimierze Dąbrowskiej, metaloryt, 1971, 56 x 14
141. Na pamiątkę spotkania Kazimierze Dąbrowskiej, metaloryt, 1971, 107 x 70
142. Na pamiątkę spotkania Kazimierze Dąbrowskiej, metaloryt, 1971, 107 x 85
143. figuralna kompozycja w kole, metaloryt, 1971, Ø 103
144. Ex libris Jan Ślężyński Wrocław 1971, metaloryt, 1971, 95 x 25
145. Ex libris Jan Ślężyński 1971, X3, 1971,Ø 85
146. Libri Jan Ślężyński Wrocław 1971, metaloryt, 1971, 95 x 40
147. Libri prof. dr Tadeusz Porębski Wrocław 1971, metaloryt, 1971, 123 x 63 (architektura)
148. Libri prof. dr Tadeusz Porębski Wrocław 1971, metaloryt, 1971, 123 x 63 (Atlas)
149. Libri prof. dr Tadeusz Porębski, metaloryt, 1971, 72 x 51
150. Libri prof. dr Tadeusz Porębski, metaloryt, 1971, Ø 95
151. Ex libris DT DT [Domenico Trulli], metaloryt, 1971, Ø 100
152. Ex libris Andrzej Szczeklik, metaloryt, 1971, 61 x 95 (wąż,	kielich, ptak)
153. Ex libris Andrzej Szczeklik, metaloryt, 1971, 61 x 95 (wąż, kielich, ptak, nuty)
154. Ex libris Andrzej Szczeklik. Kochać wszystko…, metaloryt, 1971, 92 x 61
155. Libri Jerzy Lech, X3, 1971, 50 x 120
156. Ex libris Jerzy Lech. Wrocław, C3, 1971, 100 x 18
157. Libri Jerzy Lech, X3, 1971, 60 x 84
158. Libri Jerzy Lech, X3, 1971, 98 x 98
159. Ex libris Jerzy Lech. Wrocław, C3, 1971, 102 x 25
160. Libri Jerzy Lech, X3, 1971, 50 x 85
161. Ex libris Mikołaj Kostyniuk, metaloryt, 1971, Ø 85
162. Element zdobniczy na papier listowy z okazji Bożego Narodzenia, metaloryt, 1971, 17 x 95
163. Ex libris Z. Kubacka listopad 1972, X3, 1972, 205 x 110
164. Książki Zygmunta Kubackiego. Zjawiska astronomem kierują, Mikołaj Kopernik, X3, 1972, 145 x 48
165. Książki Zygmunta Kubackiego 1473 – 1973. A cóż piękniejszego nad niebo, które przecież ogarnia wszystko, co piękne. Mikołaj	Kopernik, metaloryt, 1972, 135 x 40
166. Ex libris Zygmunt Kubacki 1473 – 1973 Mikołaj Kopernik, metaloryt, 1972, 157 x 90
167. Libri Zygmunt Kubacki, C2, 1972, 34 x 100
168. Książki Ewa Jakubowska. Obłoku biały, obłoku szczęśliwy, gdyż niewidzący, metaloryt, 1972, 154 x 52
169. Ex libris Barbary Folty, X3, 1972, 53 x 53
170. Książki Barbary Folty, C3, 1972, 93 x 61
171. Ex libris Barbara Folta, C2, 1972, 68 x 50
172. Książki Barbary Folty, metaloryt, 1972, 58 x 56
173. Ex libris Jerzy Drużycki, metaloryt, 1972, 112 x 107
174. Libri Jerzy Drużycki, metaloryt, 1972, Ø 105
175. Ex libris Jerzy Drużycki, metaloryt, 1972, 112 x 107
176. Ex libris Wiktora Dziulikowskiego. Mikołaj Kopernik 1473 – 1973,	metaloryt, 1972, 155 x 90
177. Ex libris Bernarda Ładysza ze zbiorów W.D. [Wiktora	Dziulikowskiego], metaloryt, 1972
178. Ze zbiorów Wiktora Dziulikowskiego. Adam Mickiewicz – Dzieła,	metaloryt, 1972, 117 x 73
179. Libri Zygmunt Kubacki, metaloryt, 1972, 95 x 33
180. Ex libris Andrzej Szczeklik, metaloryt, 1972, 95 x 61 (liście)
181. Ex libris Zofia Bednarska, X3, 1972, 65 x 106
182. ZK [Zofia Kubacka], X3, 1972, 41 x 32
183. Element zdobniczy do teczki Kazimiery Dąbrowskiej, X3, 1972, 35 x	40
184. Ex libris Zofia Kubacka, metaloryt, 1973, 62 x 92
185. Ex libris antyczny Zygmunta Kubackiego, metaloryt, 1973, 153 x 55
186. ZK [Zofia Kubacka], X3, 1973, 82 x 51
187. Ex libris Wiktora Dziulikowskiego, metaloryt, 1973, 85 x 54[4]

## Wydawnictwa
- Zofia Kubacka - Exlibrisy. Wrocław, 1969 (10 drzeworytów + 2 akwaforty)
- Exlibris Wrocławski, 1960, praca zbiorowa (stron22) zawiera ekslibrisy pochodzące z wystawy "Exlibris Wroclawski 1960"